# Obdach!-Fertig!-Los!
Obdach!-Fertig!-Los! (O-F-L) war eine 1994 gegründete Amateur-Theatergruppe aus Hamburg, deren Mitglieder in Obdachlosigkeit lebten.

## Geschichte
Die Gruppe Obdach!-Fertig!-Los! wurde im Jahr 1994 von Gerd Arland (1941–2018) zusammen mit dem obdachlosen Lyriker Klaus Lenuweit gegründet und von Arland geleitet. Träger des Theaters war der gleichnamige gemeinnützige Verein Obdach!-Fertig!-Los!, der durch die Hamburger Kirchengemeinde St. Peter, wo auch die Proben stattfanden, die Caritas und durch das Spendenparlament Hamburg sowie freiwillige Mitarbeiter unterstützt wurde. Ziel war es, Obdachlose durch das Theaterspielen in ihrem Selbstvertrauen zu bestärken, vorhandene Suchtprobleme in den Griff zu bekommen und damit eine Resozialisierung – besonders bezüglich Arbeit und Wohnung – zu fördern.
In den 20 Jahren des Bestehens der Theatergruppe wurden sieben Theaterstücke inszeniert und aufgeführt. Die Gruppe löste sich im Jahr 2014 auf. In der Zeit ihres Bestehens waren rund 100 Mitwirkende auf und hinter der Bühne tätig.

## Theaterarbeit
Vor jeder Theaterprobe wurden für die Mitspieler zunächst belegte Brote organisiert. In einer Gesprächsrunde fanden sie ein offenes Ohr für die Probleme ihrer Lebenssituation.
Arland bestand in seiner Theaterarbeit mit Obdachlosen auf Nüchternheit bei den Proben und Aufführungen. Bei Obdach!-Fertig!-Los spielten die Darsteller keine Theaterstücke ihnen fremder Autoren: Als Autor und Co-Autor entwickelte Arland die Stücke zusammen mit den Obdachlosen, die darin über ihr Leben auf der Straße erzählten und somit ihr eigenes Schicksal auf der Bühne darstellten.
Die therapeutisch orientierte Theaterarbeit von O-F-L war unter den deutschen Obdachlosen-Theaterprojekten einmalig. Die auf die Bühne gebrachten Selbsterfahrungen der Betroffenen ähnelten dem „Theater der Unterdrückten“ von Augusto Boal.

## Stücke
Als Autor und Co-Autor gelang es Arland, die tragischen Lebensläufe der Mitspieler als heitere Schwänke zu erzählen. Damit konnte O-F-L ein breites Publikum in Norddeutschland auf die psychischen Probleme von Obdachlosen aufmerksam machen. Es entstanden sechs Theaterstücke und eine Theaterperformance:
- 1994: „Open Stage Spiel“, Obdach!-Fertig!-Los! in der Hamburger Mönckebergstraße. Theaterperformance zum Mitmachen von Gerd Arland und Klaus Lenuweit. Inhalt: Im Würfelspiel „Wohnopoly“ bekommt der Gewinner eine Wohnung.
- 1995: „Pension Sonnenschein“ in der „Mission“ am Hamburger Hauptbahnhof. Theaterstück von G. Arland und K. Lenuweit. Inhalt: Diese Version der Weihnachtsgeschichte spielt in einem Obdachlosenheim.
- 1998: „Kalte Platte“ im TIK, Thalia Theater Hamburg. Theaterstück von G. Arland und K. Lenuweit, Regie Reneé Harder. Inhalt: Obdachlose erzählen von ihrem Leben auf der Straße und träumen von einer eigenen Wohnung.
- 2002: „Straßenköter“, Theaterstück von G. Arland und Thomas Dominik. Inhalt: Zwei Obdachlose erzählen, wie sie auf der Straße gestrandet sind, schließen Freundschaft und ziehen sich wie Baron Münchhausen an den eigenen Haaren aus dem Sumpf.
- 2005: „Abwärts zu den Sternen“ in der Hamburger „Fabrik“. Theaterstück von G. Arland, T. Dominik, Regie: Maja Helene Feil. Inhalt: Über die Frage „Hat das Leben die Menschen auf der Straße kaputtgemacht – oder waren sie es vorher schon?“ geraten der Obdachlose Andy, Trinker Harry und Zocker Mike in Streit. Dann unterbrechen die Schauspieler ihr Spiel und outen sich als längst therapiert und wieder in festen Wohnverhältnissen, um dann ihre eigene Lebensgeschichte zu erzählen.
- 2010: „Läusepension“, Neufassung von „Pension Sonnenschein“ von G. Arland und K. Lenuweit.
- 2012: „Nestkälte“, Uraufführung und Premiere am 11. März. 2011, Kultur-N-Halle, Uelzen. Sponsoren: Heilsarmee, Caritas, St.Peter Groß Borstel, Plus-Punkt, Feildesign.[8][9][10]

## Auszeichnung
Einladung zum „Internationalen Festival des Obdachlosen Theaters“ in Prag am 13. und 14. Januar 2006 mit dem Stück „Abwärts zu den Sternen“. O-F-L war dort das einzige Theater, das selbstgeschriebene Stücke aufführte.